# Anna Pessiak-Schmerling
Anna Pessiak-Schmerling, née en 1834 à Vienne et morte le 14 mars 1896, est une compositrice et pédagogue autrichienne.

## Biographie
Elle naît Anna Schmerling, fille de Maria Anna Giannatasio del Rio (1792-1868) et petite-fille de Cajetan Giannatasio del Rio (1764-1828) qui possédait un internat à Vienne depuis 1798. Elle étudie avec Mathilde Marchesi (1821-1913) puis enseigne le chant à l’académie de musique et des arts du spectacle de Vienne.
Ludwig van Beethoven a écrit le Hochzeitslied (« Chanson de mariage ») WoO 105 pour le mariage de la mère d’Anna avec Leopold Schmerling en 1819. La famille Giannatasio del Rio était liée à Beethoven par son neveu Karl, et le journal de Franziska (Fanny) Giannatasio del Rio, la tante d’Anna Pessiak-Schmerling, constitue une source pour les détails de la biographie du compositeur. Selon elle, Beethoven aurait écrit la chanson Ruf vom Berge pour la mère d’Anna durant une excursion au Himmel.

## Œuvres
Anna Pessiak-Schmerling a écrit des œuvres pour piano et chant et elle s'est fait remarquer par ses messes et autres œuvres sacrées.